# 冴咲賢一
冴咲 賢一（さえざき けんいち）は、日本の作曲家・編曲家、キーボーディスト。9月26日生。長崎県佐世保市出身。ユニットFUNKY FOXのメンバーであり、電子オルガン奏者。

## 概要
1986年、エレクトーンフェスティバル全日本大会にて優秀賞受賞・同年インターナショナルエレクトーンフェスティバルで優秀賞を受賞。1988年より奏者として演奏活動を開始。オールジャンルをこなす。ミュージカル『アニー』のオーケストラメンバーを経て、2012年には指揮者としてツアー公演に参加。セルフプロデュースライブ『蜜会』を定期的に開催。アルバム『ONES WAY』『Memory of the future〜未来の想い出』を発表。
死去していることが加曽利康之のTwitterにて明らかになる。